# Hierodula szentivanyi
Hierodula szentivanyi är en bönsyrseart som beskrevs av Max Beier 1965. Hierodula szentivanyi ingår i släktet Hierodula och familjen Mantidae. Inga underarter finns listade i Catalogue of Life.